# Erythrococca columnaris
Erythrococca columnaris là một loài thực vật thuộc họ Euphorbiaceae. Đây là loài đặc hữu của São Tomé và Príncipe.